# دراگیناتس (بابوشنیتسا)
دراگیناتس (به صربی: Draginac) یک منطقهٔ مسکونی در صربستان است که در Opština Babušnica واقع شده‌است. دراگیناتس ۸۸۵ نفر جمعیت دارد.